# 효목황후 (명나라)
효목황후 기씨(孝穆皇后 紀氏, 경태 2년(1451년) ~ 성화 11년 5월 19일(1475년 6월 22일))는 성화제의 후궁이자 홍치제의 생모이다. 원래는 기씨는 광서(廣西) 하주(賀州)의 이민족 야오족(瑤族)출신이다. 원래 성씨는 이당씨(李唐氏)이다. 아버지는 (추봉)경원단희백(慶元端僖伯) 기귀(紀貴)이며, 어머니는 경원백부인(慶元伯夫人) 당씨(唐氏)이다. 궁에 입궁하면서 기씨로 개성한다.

## 생애
기씨는 성화제 때 야오족 정벌을 하면서 공녀로 바쳐져서 후궁으로 책봉된다. 그리고 몇 년후 황제의 눈이 맞아 회임을 하게 된다. 그러나 회임 중에는 만귀비(萬貴妃)의 질투로 인하여, 독살과 암살위기에 놓여져 있었으나, 성화 6년(1470년) 무사히 주우탱(朱祐樘)을 출생하게 된다. 그러나 만귀비가 백현비의 소생의 황자를 죽이고 다음에 자기 소생의 황자를 죽이려 하자, 황자를 환관을 이용해 궁밖으로 내보내고 기씨는 성화 11년(1475년) 만귀비에게 독살당한다.

## 시호, 능호
기씨는 사후 숙비(淑妃)로 추봉되고, 시호를 공각장희숙비(恭恪莊僖淑妃)를 추시하였다. 그리고 홍치제가 즉위한 이후 황후로 추존하고, 시호를 추가하여 효목자혜공각장희숭천승성순황후(孝穆慈慧恭恪莊僖崇天承聖純皇后)로 추시되었으나, 가정제 때 기씨는 효숙황후때와 같이 서후이기 때문에 황제의 제호를 지우고 효목자혜공각장희숭천승성황후(孝穆慈慧恭恪莊僖崇天承聖皇后)로 다시 추시되었다. 능호는 무릉(茂陵)이다.